# میرزا حسن شیبانی
میرزا حسن شیبانی کاشانی (۱۲۸۰–۱۳۵۰ ش) از خوشنویسان عصر ناصرالدین‌شاه بود که چندان شهرتی نیافت. با آنکه در زمان حیات خانه‌اش پیوسته محل اجتماع یاران همدل و هنرشناسان و دین‌داران بود، اما به سبب فروتنی فراوان تا اندازه زیادی گمنام ماند.
شیبانی از طفولیت به نوشتن انواع خطوط علاقه داشت و با نوعی اشتیاق به ادامه اینکار پرداخت، از این رو در زمان کوتاهی در نوشتن انواع خط، به ویژه تحریری و شکسته پیشرفت کرد و همتراز امیر نظام گروسی و میرزا علیخان امین الدوله دو خوشنویس مشهور دوره ناصرالدین شاه قرار گرفت.
او در سال ۱۲۸۰ خورشیدی در کاشان به دنیا آمد. برخی تولد او را ۱۲۸۵ ذکر کرده‌اند. تحصیلات ابتدایی و دورة اول دبیرستان را در زادگاه خود به‌پایان رسانند. خوشنویسی کوشش پیوسته روزگارش بود از این رو در هفده سالگی به سبب تبحری که در این زمینه یافته بود در فرمانداری کل کاشان به خدمت دولت درآمد. او پس از یک سال در هجده سالگی به تهران آمد و این سفر تا اندازة فراوانی در تشویق او به نوشتن خط و برخورداری از آثار استادان دیگر پر اثر بود. در تهران یکسالی در وازرت پست وتلگراف به کار مشغول بود و پس از آن به وزارت دارایی رفت و بالاخره پس از ۳۶ سال کار دولتی باز نشسته شد.
او افزون بر خوشنویسی به ورزش باستانی علاقه داشت. خط و ورزش را در کنار یکدیگر ادامه داد تا جایی که از یکی به‌علت بیماری فلج به اجبار از ورزش دور شد، اما خوشنویسی تا آخرین لحظه‌های عمر رها نکرد. او در آبان ماه ۱۳۵۰ در مشهد در سن ۷۰ سالگی درگذشت.